# Южная красавица

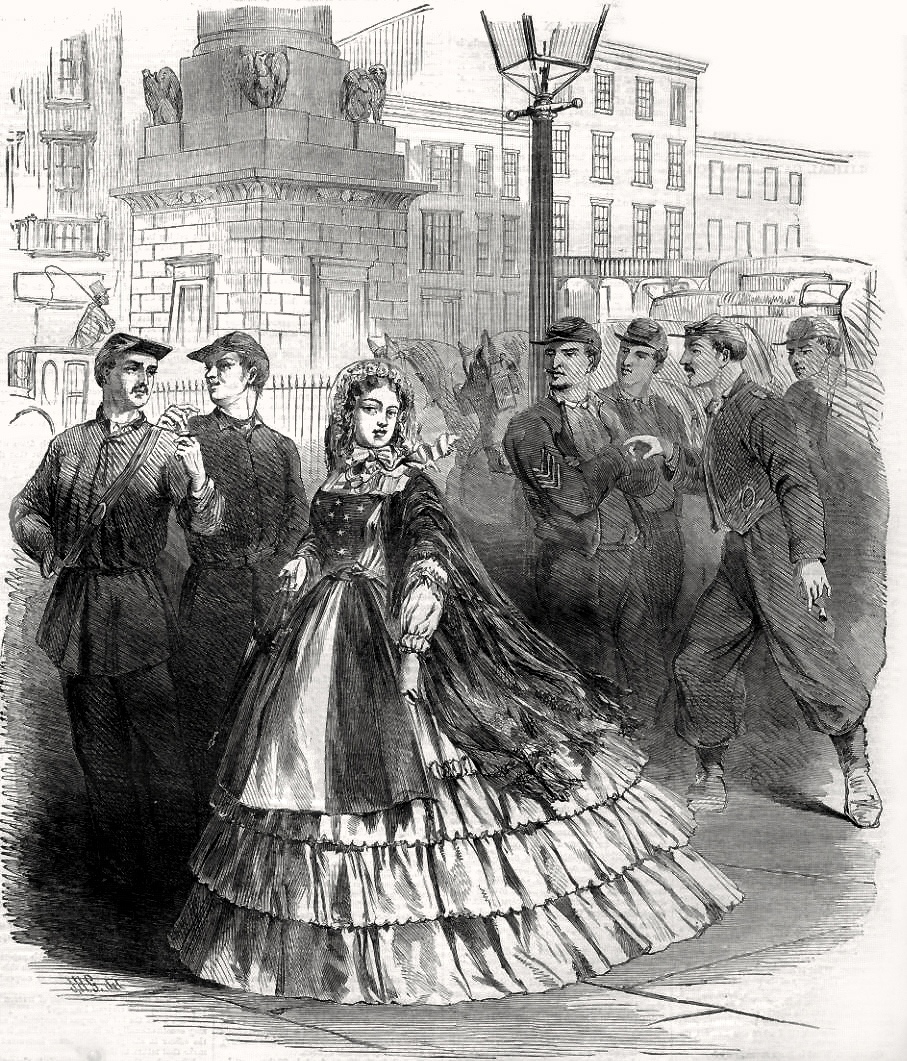
Обложка Harper’s Weekly 7 сентября 1861 года со стереотипным изображением южной красавицы

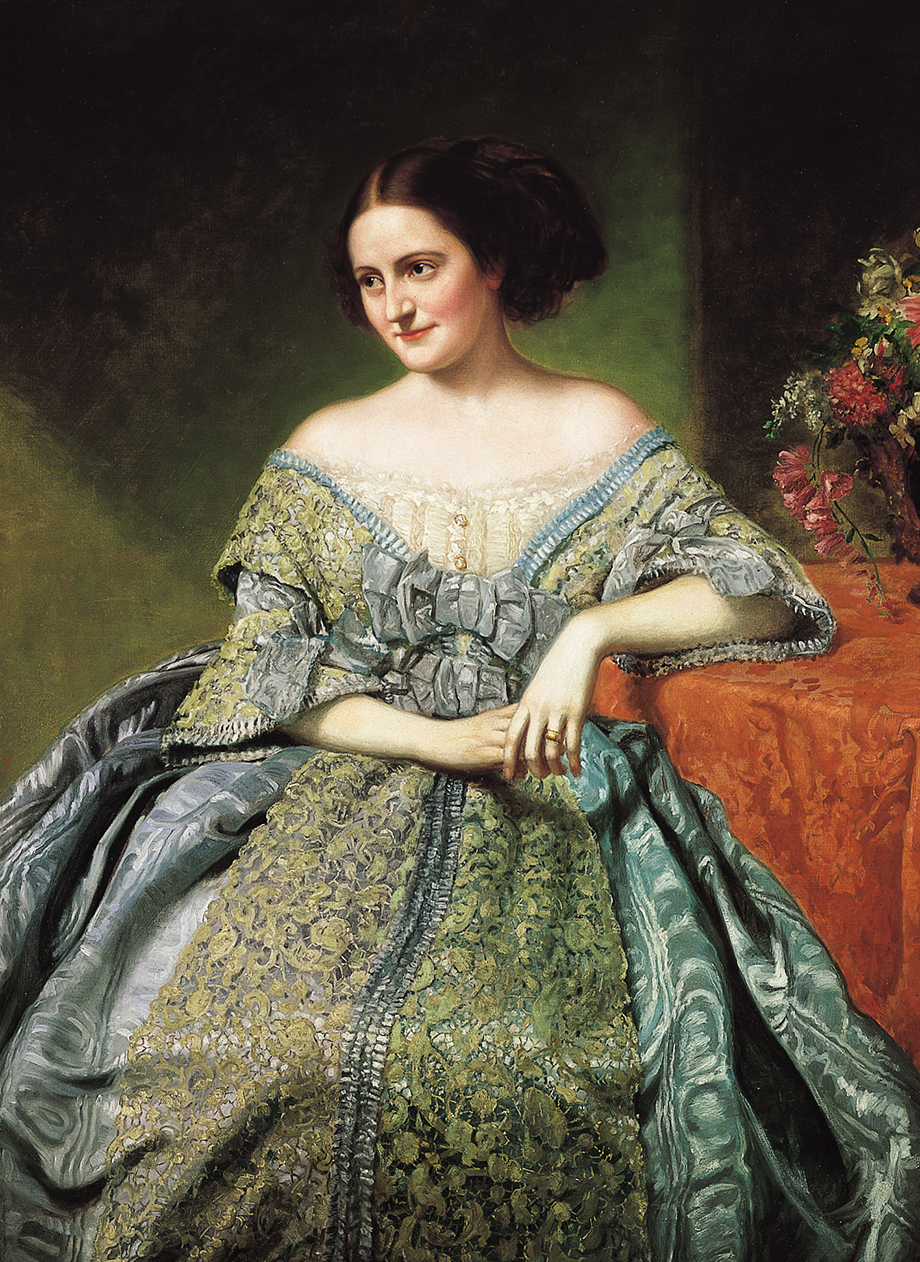
Южной красавицей называли Уорд, Салли, которая по рождению принадлежала к элите штата Кентукки.

«Южная красавица» (англ. Southern belle от фр. belle — красавица) — характерное для США устойчивое выражение и стереотипное представление об американке Юга с высоким социально-экономическим положением.
Образ южной красавицы сформировался в годы, предшествовавшие Гражданской войне. Обычно под термином belle понималась молодая незамужняя женщина из семейства плантатора, принадлежавшая к высшему слою общества южных штатов. На складывание образа повлияла литература романтизма, в частности романы Вальтера Скотта.
Южных красавиц принято изображать в нарядах, соответствующих моде середины XIX века: кринолин, корсет, панталоны, широкополая соломенная шляпа и перчатки. Загар считался отличительной чертой людей, занимающихся физическим трудом, и потому состоятельные дамы укрывались от солнца с помощью зонтиков и вееров.
Южным красавицам полагалось выходить замуж за респектабельных мужчин, посвящать себя семье и обществу. Архетип южной красавицы дополняется южным гостеприимством, культивированием красоты, лёгким кокетством, совмещённым с целомудрием.
Эксплуатация образа южной красавицы американской массовой культурой порицается как пример идеализации довоенного американского Юга. В этот период финансовое благополучие плантаторов основывалось на использовании рабского труда, а идеализация жизни плантаций Юга, по мнению левых прогрессистов, выдаёт равнодушное отношение к положению рабов.

## Примеры в литературе и кино
- Скарлетт О’Хара, героиня романа «Унесённые ветром» (1936) и одноимённого фильма (1939) — хрестоматийный образ южной красавицы.
- Этот типаж встречается в «Трамвае „Желание“», «Стеклянном зверинце», «Иезавели» (1938), «Жареных зелёных помидорах», «Сумасшедших гонках», «Стальных магнолиях» (1989) и «Стильной штучке» (2002). Образы южных красавиц часто появляются в рассказах Фрэнсиса Скотта Фицджеральда, один из них назван The Last of the Belles — «Последняя южная красавица».
- Сёстры Кэмерон в фильме 1915 года «Рождение нации»
- В популяризации образа сыграл роль промоутер туризма Флориды Дик Поуп-старший[8]: хостес в его «Кипарисовых садах» в рекламных материалах изображались южными красавицами для тематического парка[9].
- В «Людях Икс» Шельма (также Анна Мари) называет себя южной красавицей родом из вымышленного Колдекотт-Каунти, штат Миссисипи.
- Лэймон Брилэнд, Аннабет Несс и Крикетт Уоттс из телесериала «Зои Харт из южного штата»
- 1979—1985 — Дейзи Дьюк из телесериала «Придурки из Хаззарда» была типичной южной красавицей.
- Сразу несколько южных красавиц представлены в мини-сериале «Север и Юг» (Мадлен, сестры Мэйн и другие).
- 2012 — в фильме «Джанго освобождённый» Келвин Кэнди (Леонардо Ди Каприо) называет свою сестру Лару Ли (Лаура Кайот) южной красавицей[10].